# 리카비토스

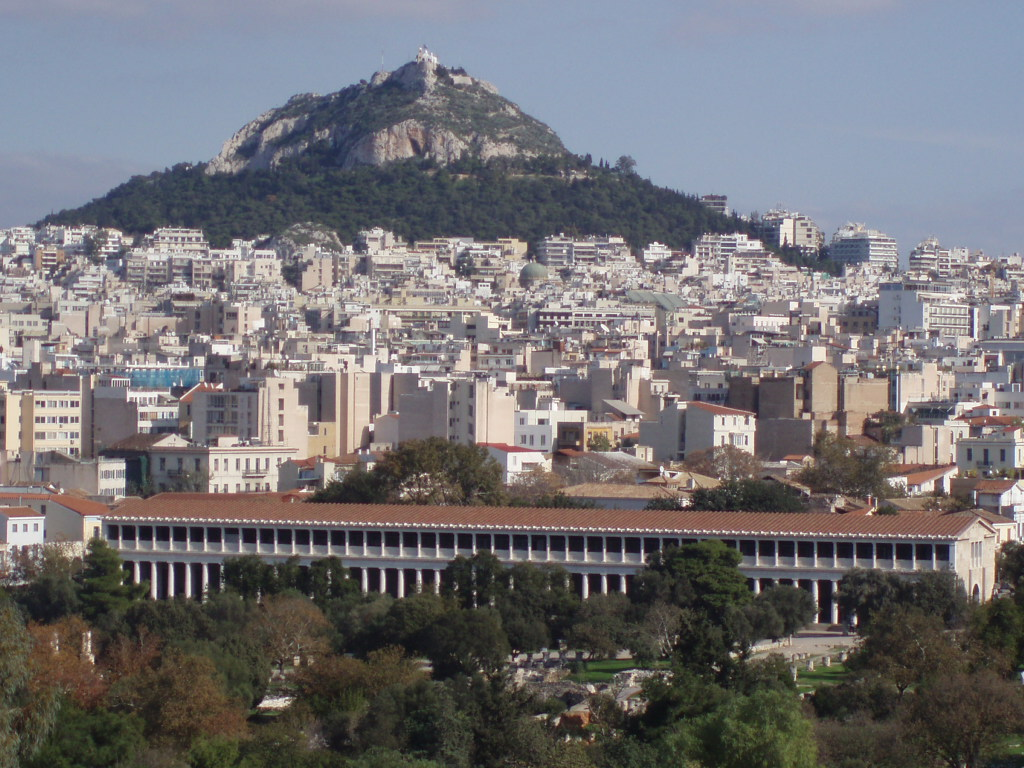
리카비토스

리카비토스(그리스어: Λυκαβηττός)는 그리스 아테네에 있는 해발 277m의 언덕으로, 아테네 시내에서 가장 높은 언덕이다. 언덕 기슭에는 소나무로 덮여 있으며, 두 개의 언덕에는 19세기에 지어진 게오르기오스 성당과 리카비토스 극장, 레스토랑 등이 있다. 산기슭과 정상은 1960년대에 만들어진 케이블카로 연결되어있다.